# Robin Leamy
Robin John Leamy (Apia, 1 april 1961) is een Amerikaans zwemmer.

## Biografie
Leamy werd in Apia in West Samoa als Nieuw-Zeelands staatsburger. Als dertienjarige emigreerde Leamy met zijn familie naar de Verenigde Staten.
Tijdens de Wereldkampioenschappen zwemmen 1982 won Leamy de titel op de 4×100 meter vrije slag in een wereldrecord.
Leamy won tijdens de Olympische Zomerspelen 1984 in eigen land goud op de 4×100 meter vrije slag, Leamy kwam alleen in actie in de series.

## Internationale toernooien
| Jaar | Olympische Spelen                              | Wereldkampioenschappen | Pan-Am            |
| ---- | ---------------------------------------------- | ---------------------- | ----------------- |
| 1982 |                                                | 4x100m vrije slag      |                   |
| 1983 |                                                |                        | 4x100m vrije slag |
| 1984 | 4x100m vrije slag · Leamy zwom enkel de series |                        |                   |